# Hängebrücke von Angers

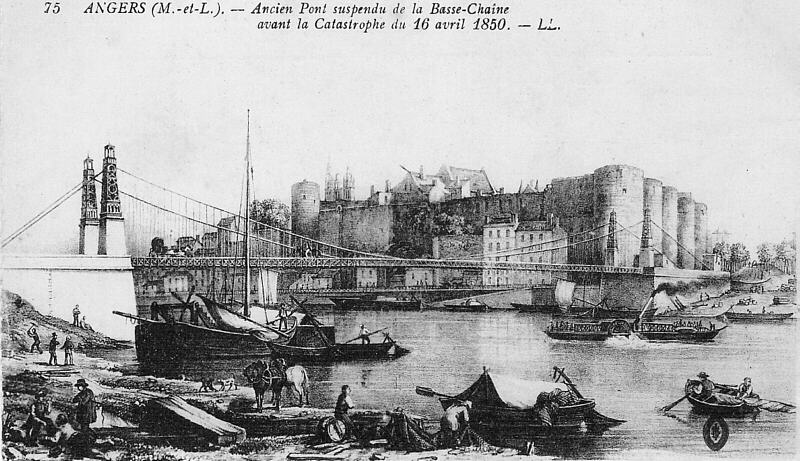
Hängebrücke von Angers vor 1850

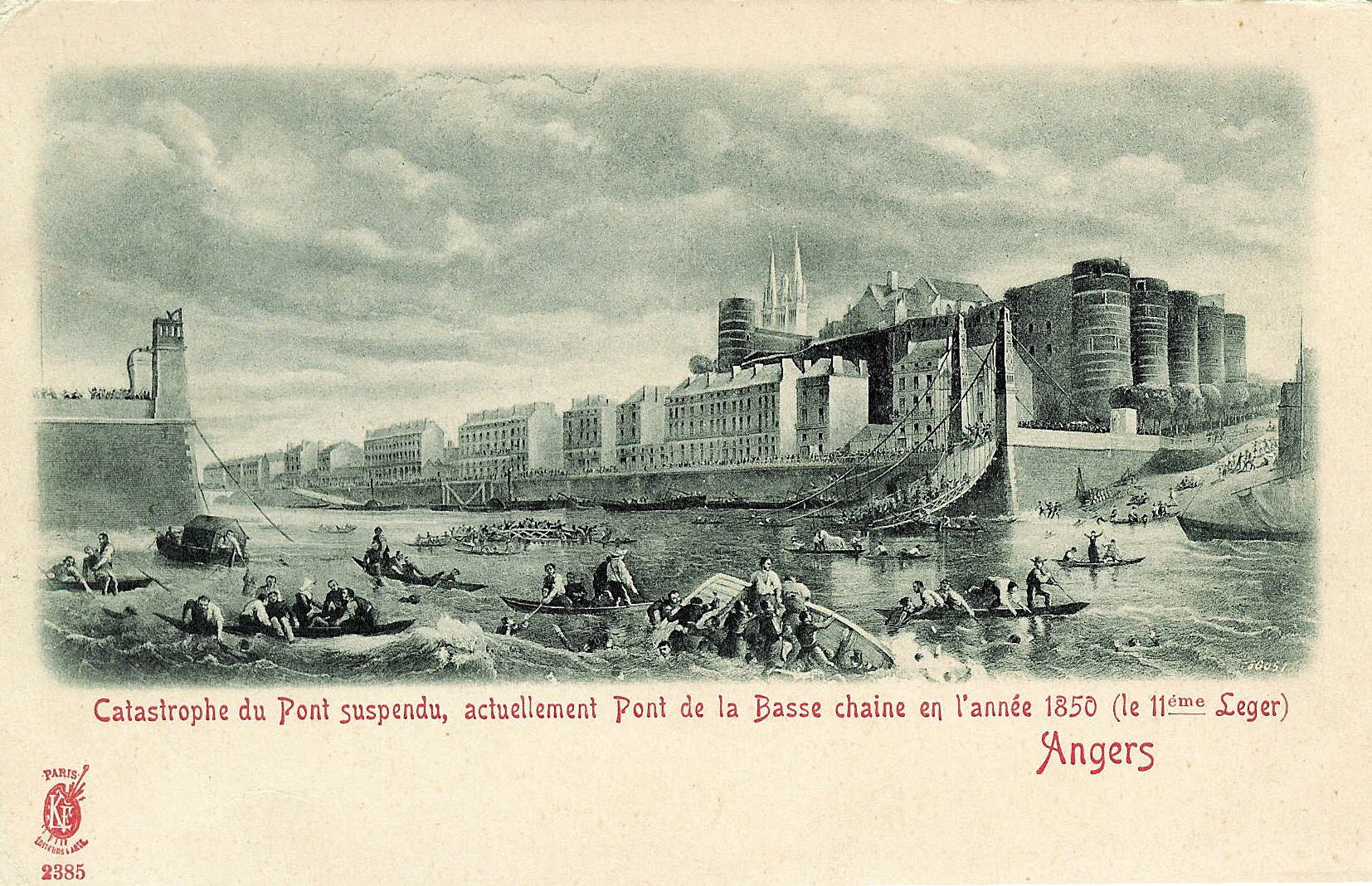
Die Hängebrücke nach dem Einsturz

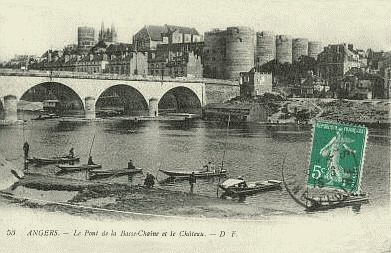
Die Steinbrücke von 1856

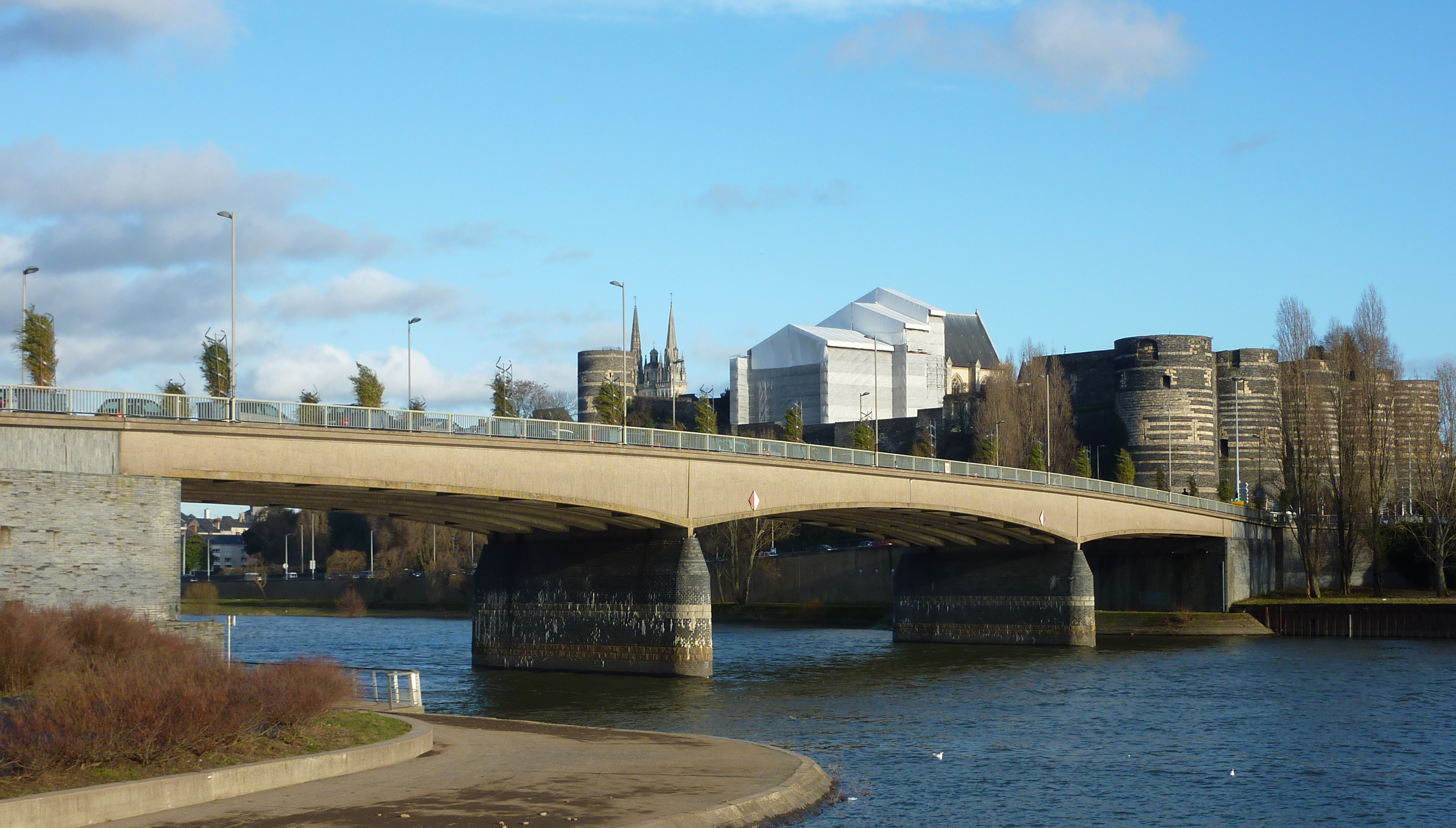
Die heutige Brücke von Angers

Die Hängebrücke von Angers (frz.: Pont de la Basse-Chaîne) war eine Hängebrücke über die Maine in Angers, Département Maine-et-Loire, Frankreich, die 1850 durch ihren häufig auf Resonanzschwingungen zurückgeführten Einsturz berühmt wurde.

## Lage, Name
Die Brücke Pont de la Basse-Chaîne am südwestlichen Ende der Altstadt unmittelbar unterhalb des Schlosses von Angers verband die Boulevards, die anstelle der Stadtbefestigungen angelegt worden waren. Stromaufwärts am anderen Ende der Altstadt wurde etwa zur gleichen Zeit die Brücke Pont de la Haute-Chaîne gebaut. Die Namen der Brücken (übersetzt etwa Brücke bei der unteren Kette und Brücke bei der oberen Kette) erinnern daran, dass die einst die Stadt umgebenden Stadtmauern von Roi René (Le bon Roi René, René der Gute) in den Jahren 1446–48 durch zwei Ketten über den Fluss ergänzt wurden, um Eindringlinge abzuwehren.

## Die Hängebrücke
Die Stadt Angers hatte Joseph Chaley (1795–1861) mit der Planung und dem Bau der Brücke beauftragt, der im Jahr zuvor den Bau des Grand Pont Suspendu im schweizerischen Freiburg abgeschlossen hatte, die damals mit einer Spannweite von 273 m die größte Brücke der Welt war. Zur Unterstützung wurde ihm der Bauingenieur Théodore Bordillon zur Seite gestellt.
Der Bau der Brücke wurde 1835 auf der Grundlage des königlichen Dekrets vom 12. Juni 1835 begonnen und im September 1838 fertiggestellt. Es war eine rückverankerte Hängebrücke mit einer Spannweite von 102 m, die die Maine zu Füßen des Schlosses Angers überquerte. Die Pylone waren im unteren Teil aus Natursteinen gemauert, im oberen Teil bestanden sie aus gusseisernen Säulen, die die Kabelsättel trugen. Die tragenden Kabel bestanden jeweils aus 1067 eisernen Drahtseilen und wurden nach dem verbesserten Verfahren des Franzosen Louis Vicat (1786–1861) unmittelbar auf der Brücke hergestellt. Die deutlich stärkeren Kabel für die Rückverankerung wurden in schweren, gemauerten Ankerblöcken befestigt. Mit einem fetten Kalkbrei in den Kabelführungen versuchte man sie dort vor Korrosion zu schützen. Die 7,20 m breite Fahrbahn bestand aus Holz.

## Betrieb der Brücke
Der Pont de la Basse-Chaîne war zwölf Jahre lang unfallfrei in Betrieb. Die Soldaten einer großen Kaserne überquerten die Brücke regelmäßig auf dem Weg zum Schießplatz und anderen Einrichtungen auf der anderen Seite des Flusses. Da seit dem Einsturz der Broughton Suspension Bridge, England im Jahre 1831 allgemein bekannt war, dass Brücken durch den Gleichschritt einer Soldatenkolonne in Schwingungen und schließlich zum Einsturz gebracht werden können, soll die Brücke in Angers üblicherweise ohne Tritt und ohne Gesang überquert worden sein, auch wenn es dazu keine ausdrückliche Anweisung gab.

## Einsturz am 16. April 1850
Am 16. April 1850 waren bereits zwei Bataillone ohne Probleme über die Brücke marschiert. Eine dritte Kolonne mit etwa 730 Soldaten soll ohne Tritt die Brücke überquert haben. Zu dieser Zeit herrschte starker Wind, der die Brücke in leichte Schwingungen versetzte. Obendrein kam ein heftiger Regenschauer hinzu, der offenbar die hinteren Reihen schneller nachdrängen ließ. Die Schwingungen wurden dadurch verstärkt, dass die Soldaten sich ihnen ungewollt entgegenstemmten. Plötzlich rissen die Tragseile auf der rechten Uferseite, die beiden Pylone stürzten von ihren Sockeln und die Fahrbahn fiel auf der rechten Seite schräg in den Fluss, während sie auf der anderen Seite noch von den Tragseilen und den unversehrten Pylonen gehalten wurde. Bei diesem Unglück starben insgesamt 226 Menschen; es ist damit eines der schwersten Brückenunglücke der Geschichte.

## Ursachenermittlung
Die anschließende Ursachenermittlung, bei der auch die Verankerung der Tragseile in den Ankerblöcken freigelegt wurde, kam zu dem Ergebnis, dass das Unglück wohl nicht nur durch die vom starken Wind erzeugten Schwingungen, deren Verstärkung durch die Soldaten und die erhöhte Verkehrslast verursacht wurde. Entscheidend sei vielmehr gewesen, dass die Abdichtung der Seile in den Ankerblöcken durch den fetten Kalkbrei keinen vollständigen Korrosionsschutz bewirkt habe und deshalb die Seile teilweise stark korrodiert und in ihrer Zugfestigkeit erheblich herabgesetzt waren. Die zusätzlichen Belastungen durch die äußeren Umstände hätten deshalb zwangsläufig zum Einsturz der Brücke führen müssen.

## Folgen
Eine unmittelbare Folge des Unglücks war eine Erhöhung der üblichen Lastannahmen. Die bisherigen Probebelastungen einer Brücke mit großen Gewichten waren offensichtlich nicht ausreichend, um die dynamischen Kräfte einer sich bewegenden Verkehrslast bei gleichzeitigem Seitenwind zu berücksichtigen.
Beunruhigender waren jedoch die Korrosionsprobleme in den Ankerblöcken, die vermutlich an allen vergleichbaren Brücken vorliegen mussten, aber bauartbedingt weder überprüft noch beseitigt werden konnten. Dies führte auch in Amerika und der Schweiz zu Bedenken hinsichtlich des Einsatzes von Hängebrücken mit Drahtseilen, die verstärkt wurden durch mehrere Einstürze von Brücken dieser Bauart in den Folgejahren, namentlich durch den Einsturz der Hängebrücke in Roche-Bernard während eines Sturmes im Jahr 1852, den Einsturz einer Hängebrücke über die Schweizer Rhône schon bei der Probebelastung 1853 und den Einsturz der Wheeling Suspension Bridge in den USA 1854. Trotzdem setzten sich Drahtseil-Hängebrücken schließlich gegenüber Kettenbrücken durch, insbesondere aufgrund der Arbeiten von John Augustus Roebling.

## Neue Brücke
Die Hängebrücke wurde durch eine in den Jahren 1851–1856 gebaute Steinbogenbrücke ersetzt, die 1960 wiederum durch eine Stahlbeton-Balkenbrücke ersetzt wurde.